# Jim Dickson
Jim Dickson (* 17. Januar 1931 in Los Angeles, Kalifornien; † 19. April 2011 in Costa Mesa, Kalifornien) war ein US-amerikanischer Musikproduzent, Verleger und Manager, der in den 1960er Jahren durch seine Zusammenarbeit mit der Folkrock-Band The Byrds und später den Flying Burrito Brothers bekannt wurde.

## Leben
Dickson war das zweite Kind von James und Ruth Ferne Mullinix Dixon. Sein Vater arbeitete als Auto-Designer und Entwickler von Dieselmotoren für die US-Marine und für private Segelschiffe. Seine Mutter war seit 1935 leitende Angestellte bei der Finanzierungsgesellschaft Witter & Co.
Jim verließ die Schule um, mit Einverständnis seiner Eltern, 1946 in die US-Armee einzutreten. Dort wurde er als Militärpolizist in Japan beschäftigt. Anschließend reiste er mehrmals durch die USA, bis er den Komödianten Lord Buckley kennenlernte, dessen erste Alben er in den 1950er Jahren produzierte.
In den folgenden Jahren arbeitete er als Sound-Techniker und Kamera-Assistent in der Filmindustrie und plante eine Karriere als Photograph. 
Gleichzeitig wuchs sein Interesse an Musik, vor allem Jazz, und er nahm zahlreiche Jazzmusiker sowie Künstler wie The Dillards und Odetta im Club Renaissance in Los Angeles auf. Hier wurde Jac Holzman auf ihn aufmerksam, der ihm einen Job bei Elektra Records verschaffte.
Dickson jedoch schwebte eine unabhängige Karriere in der Musikbranche vor und 1963 gründete er zusammen mit Eddie Tickner, dem Geschäftsführer des Club Renaissance, die Verlagsgesellschaft Tickson Music.
Der erste Song, den die Verleger veröffentlichten war Get Together von Dino Valenti. Tickner und Dickson verkehrten auch im Folk-Club Troubadour in Los Angeles und hatten Zugang zu den World-Pacific-Musikstudios, wo es ihnen gestattet war in den Nachtstunden Aufnahmen mit den Folk-Künstlern des Troubadour zu machen.
Unter diesen befand sich auch der junge Sänger und Gitarrist David Crosby. Die Demo-Aufnahmen, die sie mit ihm machten, waren vorwiegend Cover-Versionen von Sängern wie Ray Charles, Hoyt Axton und Valenti, aber auch die frühe Eigenkomposition Everybody’s Been Burned, in der Crosby die Unzufriedenheit über seine damalige Lebenssituation ausdrückt und die die Byrds 1967 auf dem Album Younger Than Yesterday veröffentlichten.
In der, The Folk Den genannten, Bar des Troubadour Club lernte Crosby die Sänger/Gitarristen Gene Clark und Roger McGuinn kennen und Dickson zeigte sich so überzeugt vom Songmaterial und Harmoniegesang des Trios, dass er ihnen sein Haus als Unterkunft und unbegrenzte Aufnahmezeit im Musikstudio zur Verfügung stellte. Zusammen mit Chris Hillman an der Bassgitarre und Michael Clarke am Schlagzeug entstand so die Folkrock-Band The Byrds, die 1965, mit der Single Mr. Tambourine Man und Jim Dickson als ihrem Manager, zu Weltruhm gelangte. Dickson hatte der Gruppe den Song von Bob Dylan zur Aufnahme vorgeschlagen.
Die Zusammenarbeit der Byrds mit Dickson dauerte bis 1967, dann engagierte sich der Manager zunehmend politisch im Komitee CAFF (Community Action For Facts And Freedom), das gegen staatliche Repressalien gegenüber jugendlichen Protestierern mobil machte. Die Byrds wechselten zu Larry Spector, dem Manager des US-Filmschauspielers Peter Fonda, blieben mit Dickson aber freundschaftlich verbunden.
In den Jahren 1967 bis 1973 produzierte er LPs für Gene Clark, die Flying Burrito Brothers und Gram Parsons. 1970 half er Produzent Terry Melcher bei den Live-Aufnahmen zum Album Untitled der Byrds. 1982 erneuerte er seine Zusammenarbeit mit Chris Hillman bei dessen Album Morning Sky.
Dickson starb 80-jährig am 19. April 2011 in Cosa Mesa, Kalifornien, USA.

## Produktionen
- Hipsters, Flipsters & Finger Poppin’ Daddies (Lord Buckley, 1955)
- Knock Me Your Lobes (Lord Buckley, 1955)
- Euphoria, Vol.1 (Lord Buckley, 1955)
- Euphoria, Vol.2 (Lord Buckley, 1956)
- Way Out Humor Of Lord Buckley (1959)
- Best Of Lord Buckley (1963)
- The Hillmen (1963)
- 12 String Guitar (The Folkswingers, 1963)
- The Modern Folk Quartet (1963)
- Pickin’ And Fiddlin’ (The Dillards, 1963)
- Backporch Bluegrass (The Dillards, 1963)
- Paths Of Victory (Hamilton Camp, 1964)
- Live!!! Almost!!! (The Dillards, 1964)
- Preflyte (The Byrds, 1964)
- Eight Miles High / Why (The Byrds, 1965)
- Happens (David Hemmings, 1967)
- Sounds Of Goodbye (The Gosdin Brothers, 1968)
- Untitled (The Byrds, 1970)
- Burrito Deluxe (The Flying Burrito Brothers, 1970)
- Roadmaster (Gene Clark, 1970–1971)
- The Flying Burrito Brothers (1971)
- Last Of The Red Hot Burritos (The Flying Burrito Brothers, 1972)
- A Traitor In Our Midst (Country Gazette, 1972)
- Don’t Give Up Your Day Job (Country Gazette, 1973)
- Sleepless Nights (Gram Parsons, Flying Burrito Brothers, 1974)
- From The Beginning (Country Gazette, 1979)
- Silver Meteor (mit Clarence White, 1980)
- Morning Sky (Chris Hillman, 1982)
- In The Beginning (The Byrds, 1988)
- Preflyte Sessions (The Byrds, 2002)
- Poet With Jazz - 1958 (David Meltzer, 2005)